# ФК Похроние
ФК Похроние (на словашки: Futbalový klub Pohronie Žiar nad Hronom Dolná Ždaňa) е словашки професионален футболен отбор от град Жяр над Гроном. За пръв път след основаването си ще играе във Висшата дивизия на Словакия през сезон 2019/20.

## История
На 1 юни 2012 година, два тима решават да се обединят в един нов. Това са отборите на ТЙ „Сокол“ (Долна Ждяня) and ФК „Жяр над Гроном.“
Играе домакинските си мачове на „градския стадион“ в Жяр над Гроном, с капацитет 2309 места.

## Успехи
- Втора дивизия
  -  Шампион (1): 2018/19

## Български футболисти
- Мирослав Пушкаров: 2022/23 - (9 мача - 2 гола)